# Рековичи
Рекови́чи — село в Дубровском районе Брянской области, административный центр Рековичского сельского поселения. Расположено в 8 км к юго-востоку от пгт Дубровка, на реке Сеще, в 3 км от её впадения в Десну. Население — 435 человек (2012).

## История
Впервые упоминается в 1457 году. Бывшее владение князей Мещерских; в XIX веке — также Озеровых и др. В 1620-х гг. в селе упоминаются две церкви; в 1837—1846 гг. храм Преображения Господня был построен каменным зданием (частично сохранился). В 1870 году была открыта земская школа.
В XVII—XVIII вв. село Рековичи входило в состав Пацынской волости Брянского уезда; 1861 по 1924 в Салынской волости Брянского (с 1921 — Бежицкого) уезда; позднее в Дубровской волости, Дубровском районе (с 1929). В 1959—1966 находилось в составе Давыдченского сельсовета. В 1964 году к селу присоединены деревни Сторонка и Хамовка, посёлки Ударник и Составка.
Имеется отделение связи, сельская библиотека. В 2 км к юго-востоку — одноимённая железнодорожная станция на линии Брянск—Рославль.

## Население
| 2010 | 2013 |
| ---- | ---- |
| 455  | ↘429 |

| Годы      | 1866 | 1878 | 1897 | 1926 | 1979 | 1989 | 2002 | 2010 | 2012 |
| --------- | ---- | ---- | ---- | ---- | ---- | ---- | ---- | ---- | ---- |
| Население | 707  | 839  | 956  | 1042 | 529  | 479  | 511  | 449  | 435  |